# Heptagènids

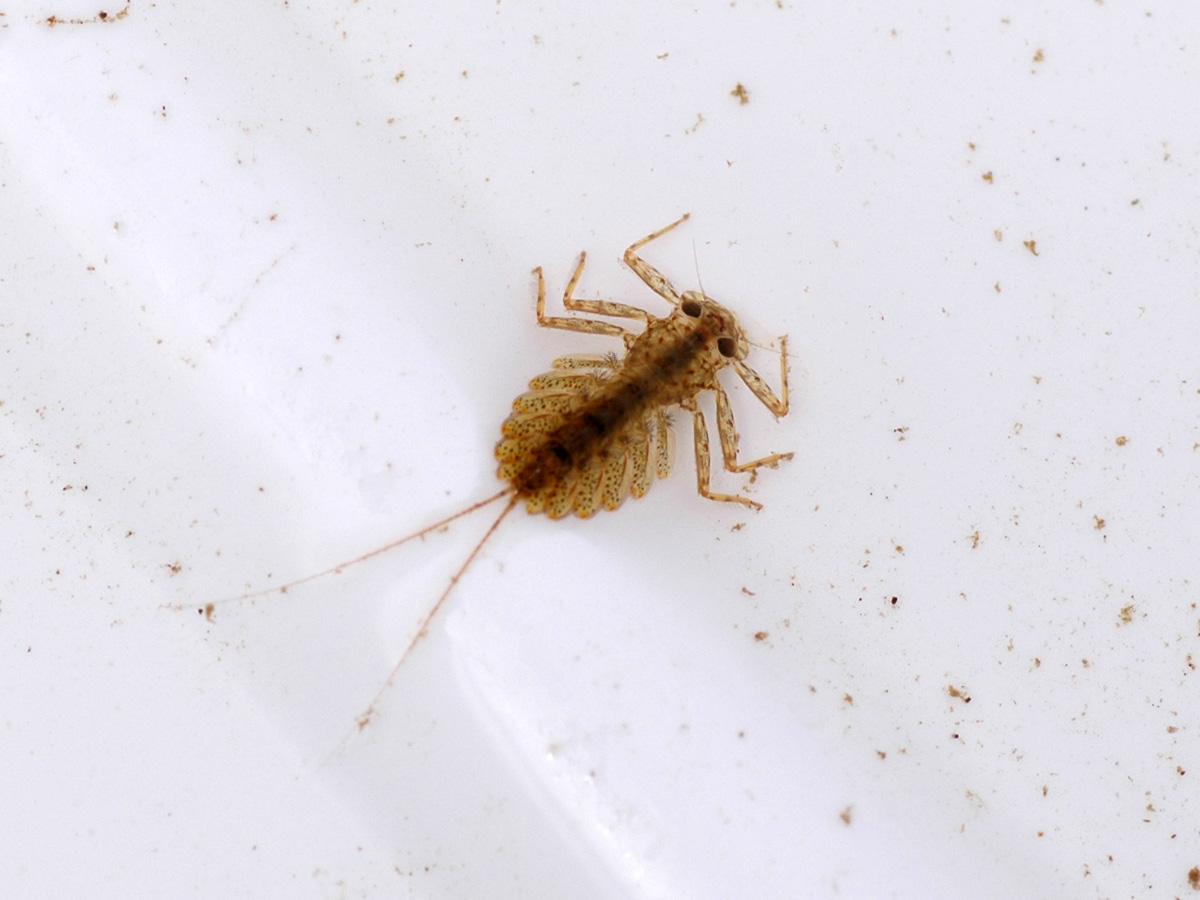
Larva

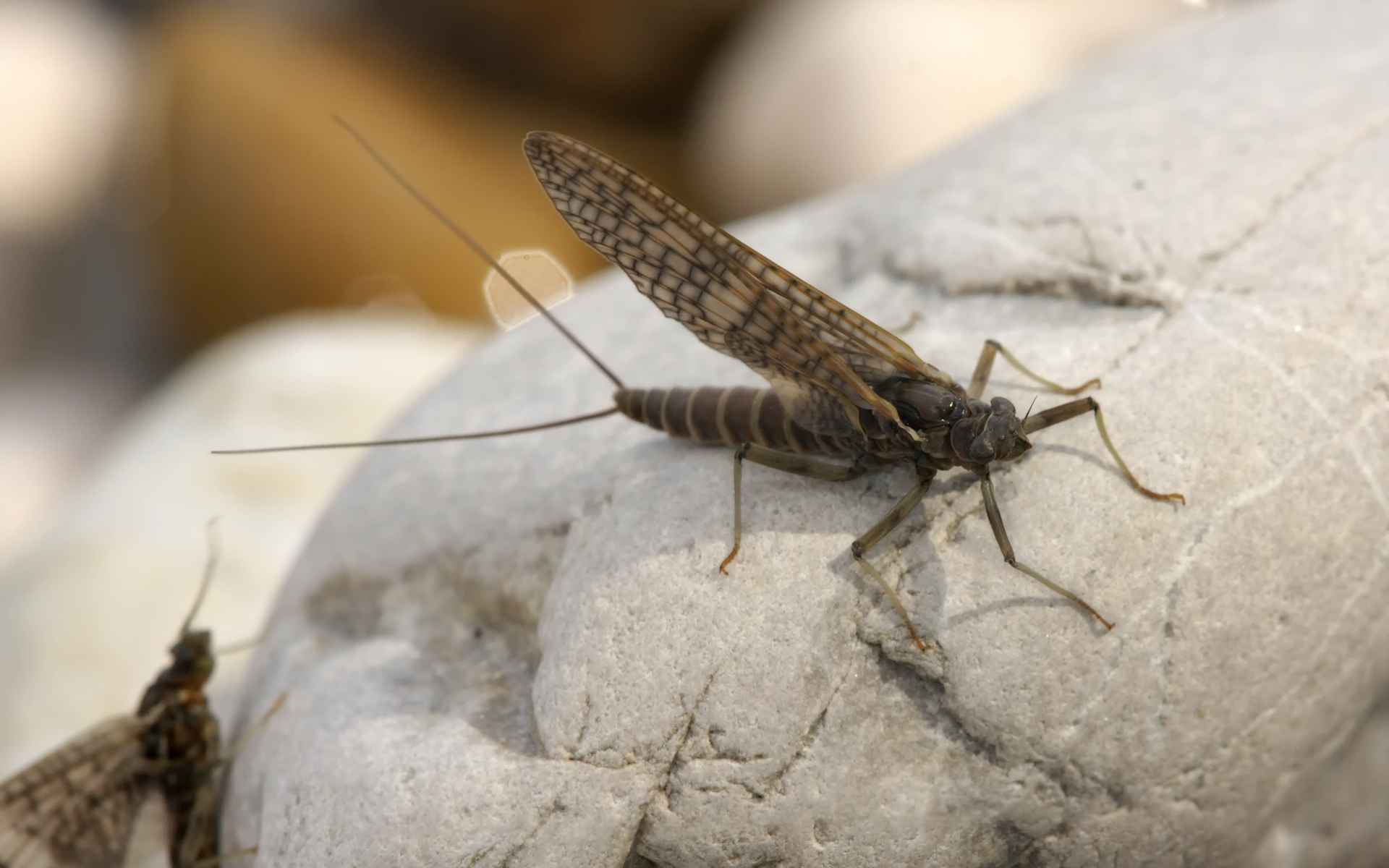
Rhithrogena germanica

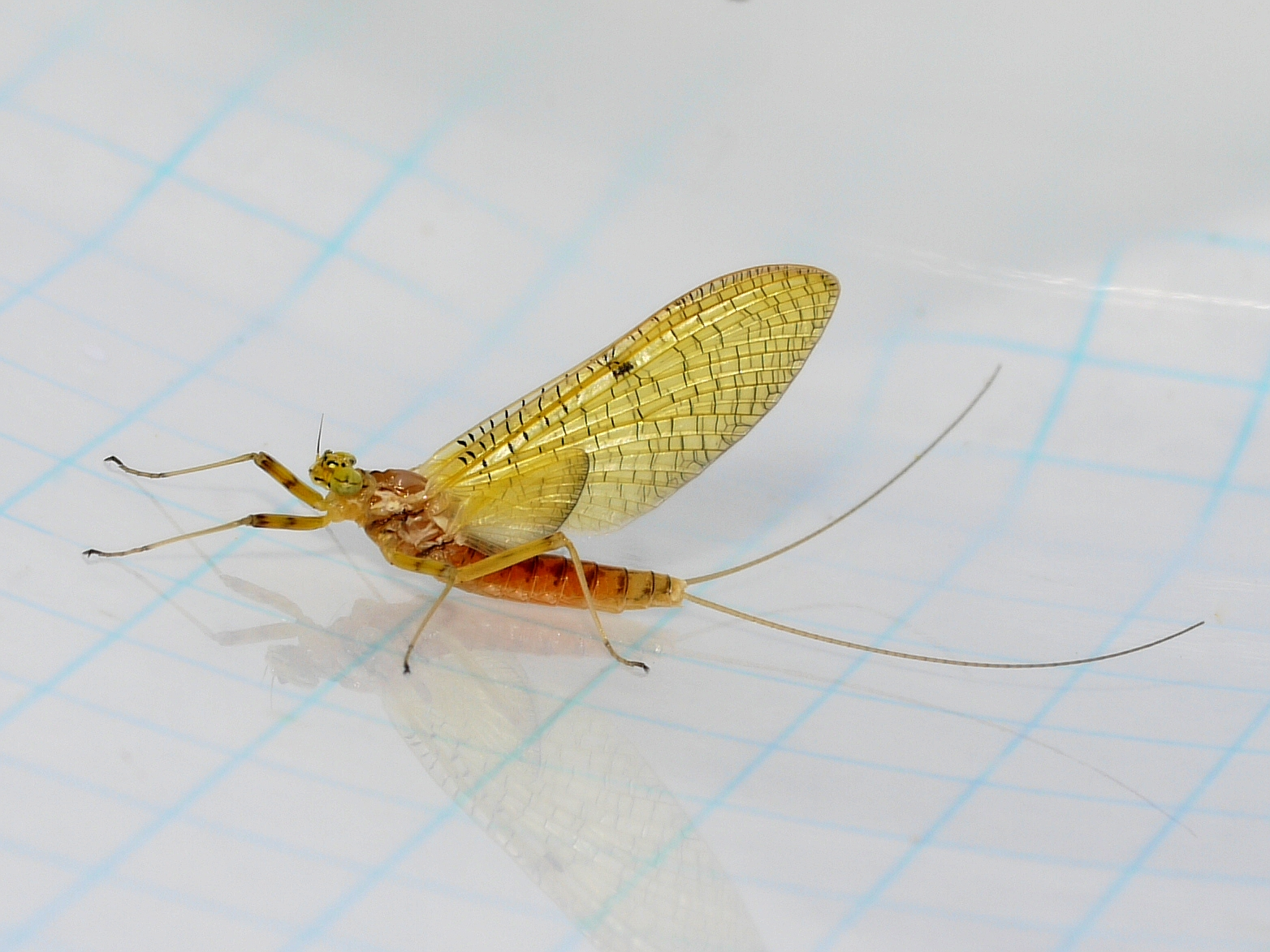
Femella de Stenacron interpunctatum capturada a Wisconsin (els Estats Units).

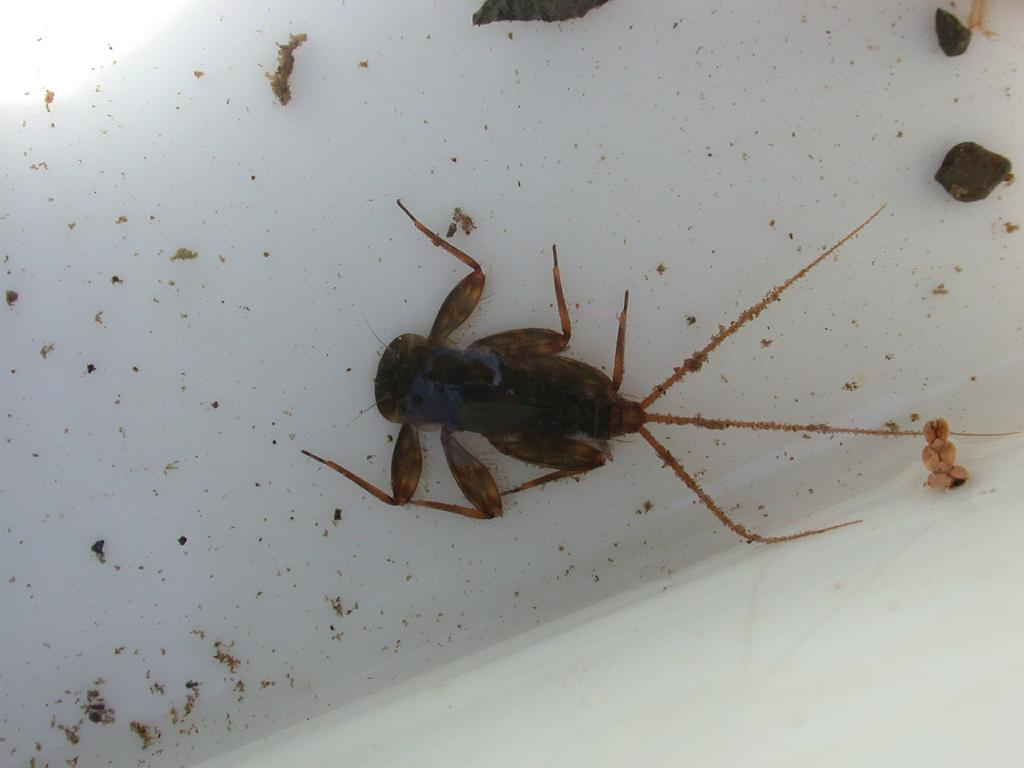
Larva dEcdyonurus tobiironis

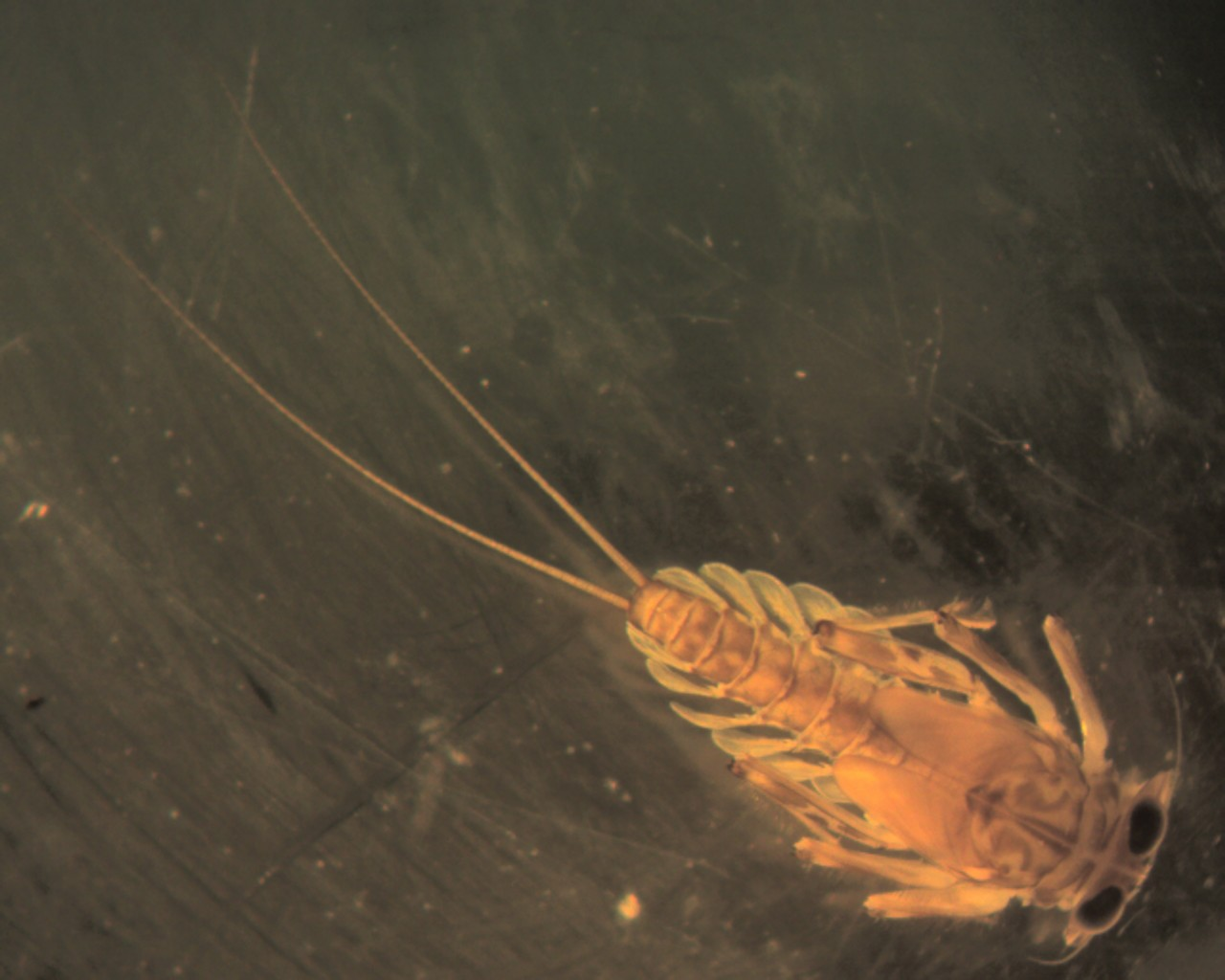
Epeorus sp.

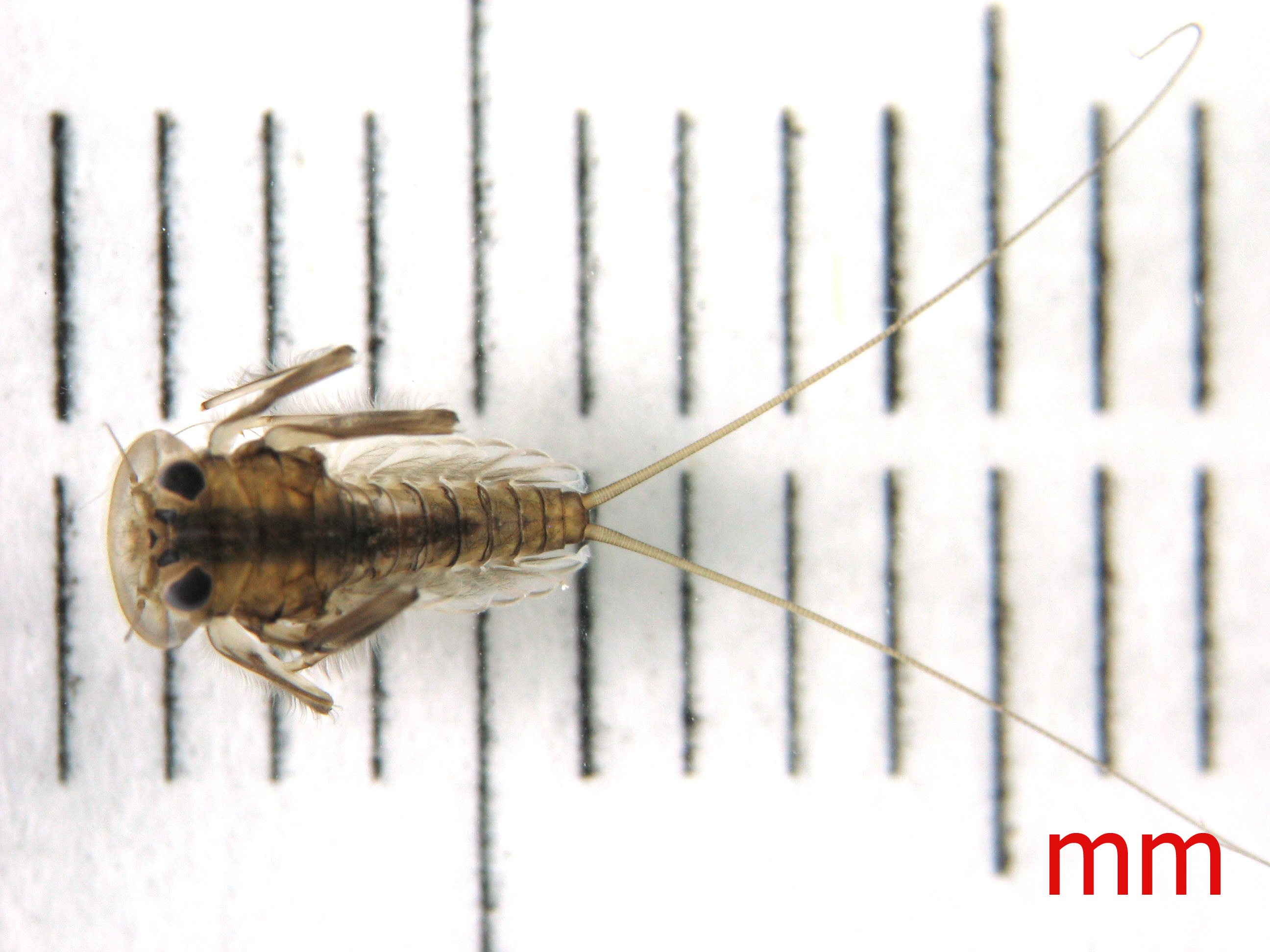
Larva

Els heptagènids (Heptageniidae) són una família d'insectes pertanyent a l'ordre dels efemeròpters àmpliament distribuïda per tot el món.

## Descripció
Les nimfes són aplanades (comprimides dorsiventralment) per arrapar-se a les pedres i evitar ser arrossegades pel corrent, tenen els ulls dirigits cap amunt, la càpsula del cap aplanada (la qual amaga completament les mandíbules quan es veu des de dalt) i, a banda i banda de l'abdomen, presenten unes petites làmines (anomenades traqueobrànquies), les quals sacsegen constantment, ja que els serveixen per respirar.
Les nimfes del gènere Rhithrogena presenten una falsa ventosa constituïda pel conjunt de les brànquies abdominals, la qual cosa és una adaptació morfològica a l'hàbitat de ràpids d'alta muntanya on viuen.
Dins les efímeres, els membres adults d'aquesta família poden assolir mides grans (de fins a 20 mm de llargària excloent-ne els cercs) i es distingeixen per la presència de dos parells de venes llargues intercalades a la regió cubital de l'ala anterior.
Juntament amb els cènids i els bètids, tenen tres cercs (cues) a l'extrem de l'abdomen i una fase adulta molt breu (molt efímera) i és tan curta que no arriben a alimentar-se (tenen la boca atrofiada) i únicament es reprodueixen per morir després.

## Alimentació
Algunes ninfes són depredadores, però la gran majoria són herbívores brostejadores, les quals es nodreixen de les microalgues incrustants que troben a la superfície dels còdols i de les roques dels rius.

## Hàbitat
El fet que mostrin preferència per viure en zones dominades per substrats de partícules gruixudes (com ara, roques i còdols) i tinguin la capacitat de suportar temperatures molt baixes (ja sigui a l'hivern o durant tot l'any), fa que aquestes siguin les efímeres dominants a totes les capçaleres i trams superiors de les conques hidrogràfiques. En realitat, hom pot definir un gradient de preferència per l'hàbitat que abasta des de les zones de capçalera (amb corrents forts) fins als trams mitjans amb corrents moderats o baixos durant els períodes d'estiatge. Segons aquest gradient, la seqüència dels gèneres seria: Rhithrogena > Epeorus > Ecdyonurus > Electrogena > Heptagenia. Els dos darrers gèneres seleccionen les parts dels còdols on el corrent és pràcticament nul, de manera que viuen a les zones laterals inferiors i als espais que resten sota les pedres.

## Distribució geogràfica
Es troba a tots els continents, llevat de l'Antàrtida:, Nord-amèrica (amb 128 espècies), Centreamèrica (Costa Rica), Sud-amèrica (l'Equador i Xile), Europa (Irlanda, la Gran Bretanya, Bèlgica, els Països Baixos França, Luxemburg, Itàlia, Suïssa, Eslovènia, Alemanya, Noruega, Suècia, Finlàndia, Àustria, Txèquia, Grècia, Romania, Bulgària, Rússia i la península Ibèrica), Àfrica (Algèria, Etiòpia, Kenya, el Níger, Ghana, Malawi, Uganda, Moçambic, la Costa d'Ivori, Namíbia, Zimbàbue, Eswatini i Sud-àfrica), Àsia (Armènia, l'Azerbaidjan, el Tadjikistan, l'Uzbekistan, el Kazakhstan, l'Iran, la Xina, Mongòlia, la península de Corea, el Vietnam, Tailàndia, Malàisia, Borneo, les illes Filipines i el Japó) i Oceania (Nova Guinea, Austràlia i Nova Zelanda).

### Presència als Països Catalans
Als rius catalans n'hi ha cinc gèneres i 22 espècies descrites però amb la possibilitat que encara n'hi hagi algunes més per descobrir, que principalment habiten als Pirineus. La màxima diversitat d'aquesta família es presenta en rius pirinencs, atès que el gènere Rhithrogena és el que compta amb un nombre més elevat d'espècies i fonamentalment habita en capçaleres d'alta muntanya car està adaptat a viure en zones de ràpids amb corrents forts.

## Gèneres
- Acanthomola
- Afghanurus
- Afronurus
- Anepeorus
- Cinygma
- Cinygmula
- Darthus
- Ecdyonurus
- Electrogena
- Epeorus
- Heptagenia
- Ironodes
- Kageronia
- Leucrocuta
- Macdunnoa
- Nixe
- Parafronurus
- Raptoheptagenia
- Rhithrogena
- Stenacron
- Stenonema[32][33][34][35]

## El seu paper com a bioindicadors
Per les seues preferències d'hàbitat, associades a requeriments elevats en oxigen dissolt, els heptagènids són considerats bioindicadors d'aigües netes. Tot i així, en zones frígides toleren contaminacions moderades d'origen orgànic si només hom té en compte el factor de la presència, ja que, altrament, també s'hi observa una dràstica reducció en la seua densitat poblacional.